# Acanthocyclops einslei
Acanthocyclops einslei – gatunek widłonoga z rodziny Cyclopidae, nazwa naukowa gatunku została po raz pierwszy opublikowana w 2004 roku przez hydrobiologów Iskandara Mirbatirovicha Mirabdullayeva (Uzbekistan) i Danielle Defaye (Francja).